# منتخب إنجلترا للريشة الطائرة

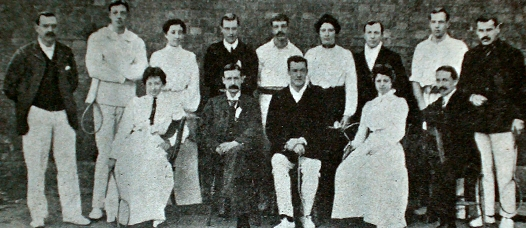
أول مباراة دولية في كرة الريشة على الإطلاق - إنجلترا ضد أيرلندا 1903.

منتخب إنجلترا الوطني لتنس الريشة (بالإنجليزية: England national badminton team)‏ هو ممثل المملكة المتحدة الرسمي في المنافسات الدولية في كرة الريشة .